# Chuquicamata
Chuquicamata – położona na pustyni Atacama w Chile odkrywkowa kopalnia rudy miedzi należąca do Codelco.

## Opis
Jest to druga pod względem wielkości kopalnia odkrywkowa na świecie, i największa odkrywkowa kopalnia rudy miedzi. Położona na wysokości 2850 m n.p.m. kopalnia ma wymiary 4000x2500 m i jest głęboka na 900 m (w 2005 r. rozpoczęto eksploatację metodami podziemnymi). 
Zawartość miedzi w wydobywanej kopalinie to 0,4%, co daje 600 000 t miedzi rocznie.